# Європротокол
Європротокол — спеціальний уніфікований бланк в паперовому або електронному вигляді, який заповнюється в разі незначної дорожньо-транспортної пригоди водіями-учасниками на місці аварії без виклику поліції. Європротокол надається страховику та є підставою для виплати страхового відшкодування потерпілій стороні. Європротокол має таку ж юридичну силу, що і довідка про ДТП, складена поліцією.
Практика європротоколу поширена в Європі, зокрема в Європейському союзі з 50-х років XX століття. В Україні діє з 2011 року. Європротокол є спрощеною процедурою оформлення дорожньо-транспортної пригоди та може бути використаний тільки за певних умов.

## Законодавча база
Порядок використання та відшкодування по європротоколу регламентується Законами України «Про обов'язкове страхування цивільно-правової відповідальності власників наземних транспортних засобів» № 1961-IV та «Про внесення змін до деяких законодавчих актів України щодо дорожньо-транспортних пригод та виплати страхового відшкодування» № 3045-VI від 17.02.2011.
З 1 жовтня 2017 року МТСБУ впроваджений «Електронний Європротокол». Відповідно до рішення Президії МТСБУ (Моторного (транспортного) страхового бюро України) від 13.07.17 № 403/2017 Європротокол, оформлений з використанням зазначеної системи, є повним аналогом європротоколів, надісланих або пред'явлених страховику у паперовій формі.

## Бланки європротоколу
Бланки європротоколу затверджуються Моторним (транспортним) страховим бюро України (МТСБУ) та видаються водієві страховою компанією під час укладення договору обов'язкового страхування цивільно-правової відповідальності власників наземних транспортних засобів. У разі втрати або використання бланку, новий видається страховиком безоплатно на підставі письмової заяви.
Європротокол онлайн можна оформити за допомогою інформаційної системи МТСБУ «Електронний Європротокол [Архівовано 10 квітня 2022 у Wayback Machine.]» та в мобільній версії — «Мій Поліс [Архівовано 18 травня 2021 у Wayback Machine.]» (застосунок став переможцем інноваційного хабу МТСБУ та має технічну взаємодію з базою даних МТСБУ).

## Порядок використання
Європротокол можна використати при незначних ДТП. Сума відшкодування не перевищує 10 000 грн., а відповідно до Розпорядження Нацкомфінпослуг від 29.12.2015 № 3471, такий ліміт складає 50 000 грн.

Європротокол можна використати за таких умов:
- учасники дорожньо-транспортної пригоди мають поліси страхування цивільно-правової відповідальності;
- відсутні травмовані або загиблі люди;
- обидва учасники дорожньо-транспортної пригоди згодні на використання європротоколу та дійшли згоди щодо обставин аварії;
- у водіїв відсутні ознаки алкогольного та наркотичного сп'яніння.

У разі невиконання хоча б однієї з зазначених умов, а також учасникам бойових дій в разі пільгового страхування, виклик відповідного підрозділу Національної поліції для оформлення ДТП є обов'язковим.
При оформленні онлайн європротокол заповнює один із учасників, для цього необхідно мати справний смартфон з камерою та виходом в інтернет.
У разі правомірного використання європротоколу (незалежно від його форми), учасники ДТП можуть не викликати працівників поліції та звільняються від адміністративної відповідальності.
Після заповнення європротоколу необхідно у триденний строк звернутися до страховика і заповнити заяву щодо страхової виплати.